# Ampersee

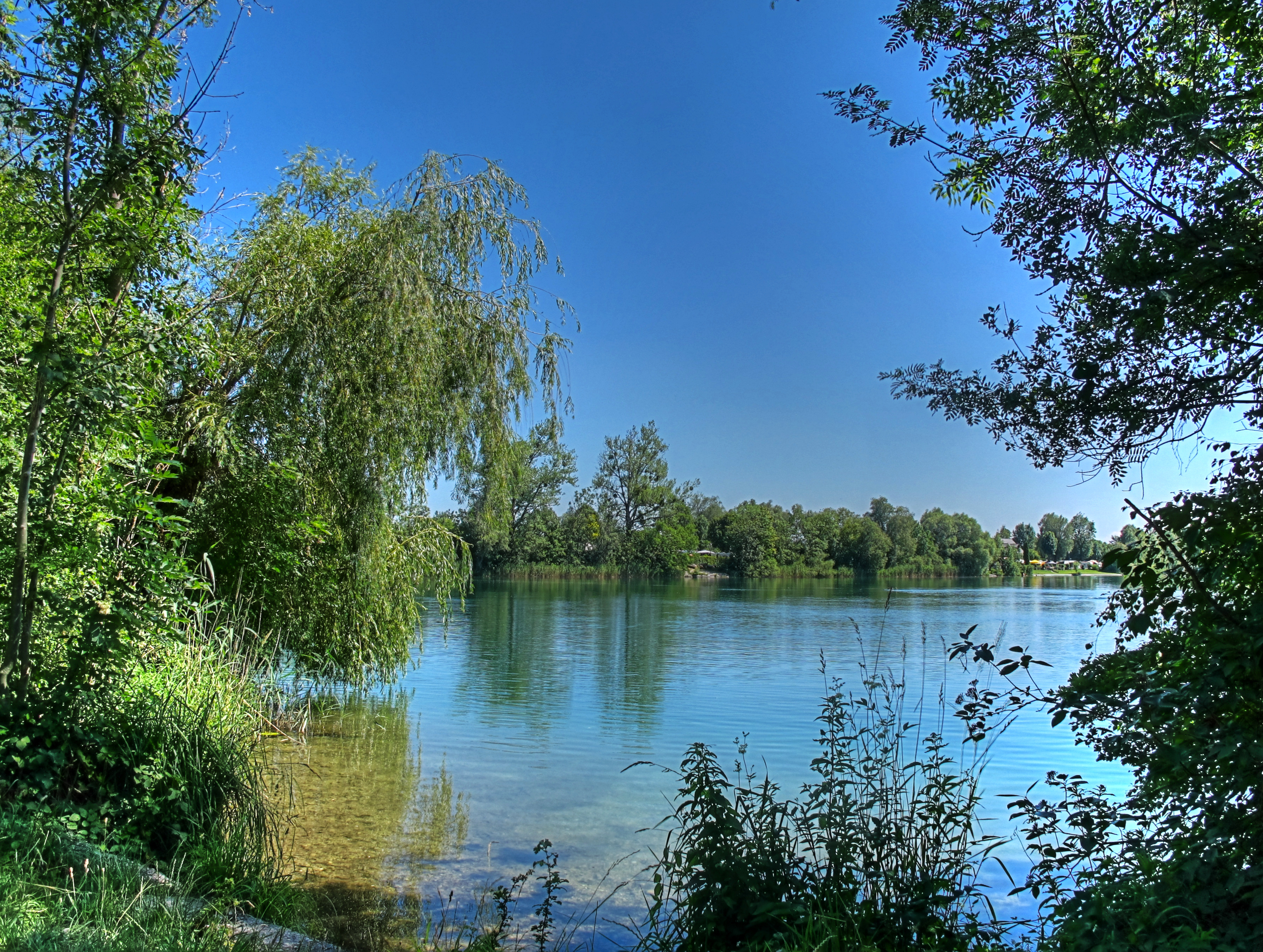
Die Nordseite des Ampersees mit Blick auf den Campingplatz

Der Ampersee, auch Olchinger Autobahnsee, ist ein Baggersee auf dem Gebiet der Stadt Olching in Bayern, Deutschland. Er ist etwa 8,5 Hektar groß und erinnert in seiner Form an einen umgedrehten Faustkeil. Der See liegt auf einer Höhe von 494 Metern über dem Meeresspiegel und ist an seiner tiefsten Stelle 6 Meter tief. Er wird vom Neuen Ascherbach durchflossen.

## Beschreibung
Der See entstand in den Jahren 1938–39 durch Kiesabbau. Er befindet sich im Landschaftsschutzgebiet Untere Amper und in unmittelbarer Nähe der Amper und der Bundesautobahn 8. Am Ostufer liegt ein Campingplatz. An seine Nordostseite grenzt die Müllverbrennungsanlage Geiselbullach des Landkreises Fürstenfeldbruck. Man nutzt ihn vor allem zum Fischen. Baden ist erlaubt.
Nur wenige hundert Meter vom Ampersee entfernt, auf der Ostseite des Campingplatzes, ist in den vergangenen Jahren ein noch namenloser Baggersee von etwa der halben Größe des Ampersees entstanden. Sein Ufer hat nur an wenigen Stellen Grünflächen und große Kieshalden säumen das Ostufer des Gewässers. Die Kiesgrube liegt auf privatem Gelände. Das Baden ist untersagt.

Panoramabild des neben dem Ampersee entstehenden Baggersees